# كارل هابل
كارل هابل (بالإنجليزية: Carl Hubbell)‏ هو لاعب كرة قاعدة أمريكي، ولد في 22 يونيو 1903 في كارثج في الولايات المتحدة، وتوفي في 21 نوفمبر 1988 في سكوتسديل في الولايات المتحدة.

## وصلات خارجية
- كارل هابل على موقع دوري كرة القاعدة الرئيسي (الإنجليزية)
- كارل هابل على موقعبيزبول رفرنس.كوم (الدوري الرئيسي) (الإنجليزية)
- كارل هابل على موقعبيزبول رفرنس.كوم (الدوري الثانوي) (الإنجليزية)
- كارل هابل على موقع إي إس بي إن.كوم (أم.أل.بي) (الإنجليزية)
- كارل هابل على موقع مشجعي الرسوم البيانية (الإنجليزية)
- كارل هابل على موقع قاعة مشاهير كرة القاعدة (الإنجليزية)
- كارل هابل على موقع الموسوعة البريطانية (الإنجليزية)
- كارل هابل على موقع إن إن دي بي (الإنجليزية)